# منصور الجعيد
منصور الجعيد (مواليد 1 يوليو 1948) هو عدّاء سعودي. مثّل بلاده في الألعاب الأولمبية الصيفية 1972.

## المشاركة الأولمبية

### ميونخ 1972
ألعاب القوى – 100 متر عدو رجال – الدور التمهيدي – المجموعة الثالثة
| الترتيب | الرياضيّ             | البلد           | الزمن |
| ------- | ------------------- | --------------- | ----- |
| 1       | Manfred Kokot       | ألمانيا الشرقية | 10.49 |
| 2       | Sandy Osei-Agyemang | غانا            | 10.52 |
| 3       | Les Piggot          | بريطانيا العظمى | 10.54 |
| 4       | John Mwebi          | كينيا           | 10.60 |
| 5       | Luís da Silva       | البرازيل        | 10.63 |
| 6       | كيفن جونسون         | جزر البهاما     | 10.91 |
| 7       | منصور الجعيد        | السعودية        | 11.23 |

مرجع:
ألعاب القوى – 100 متر تتابع رجال – الدور التمهيدي – المجموعة الأولى
| الترتيب | الرياضيّون                                                              | البلد            | الزمن |
| ------- | ---------------------------------------------------------------------- | ---------------- | ----- |
| 1       | Aleksandr Kornelyuk، Vladimir Lovetskiy، Juris Silovs ‏، فاليري بورزوف  | الاتحاد السوفيتي | 39.15 |
| 2       | Jobst Hirscht، Karlheinz Klotz، Gerhard Wucherer، Klaus Ehl            | ألمانيا الغربية  | 39.17 |
| 3       | Manfred Kokot، Bernd Borth، Hans-Jürgen Bombach، سيغفريد شينك          | ألمانيا الشرقية  | 39.17 |
| 4       | Georg Regner، Axel Nepraunik، Gert Nöster، هيلموت لانغ                 | النمسا           | 40.49 |
| 5       | Luis Alers، Guillermo González ‏، Pedro Ferrer ‏، Jorge Vizcarrondo      | بورتوريكو        | 41.34 |
| 6       | محمد جمان الدوسري، منصور الجعيد، بلال سعد العزما، سعيد خليل الدوسري    | السعودية         | 43.35 |
| -       | Muhammad Younis، Norman Brinkworth، Muhammad Siddiq، Nusrat Iqbal Sahi | باكستان          | DNS   |
| -       | عبد العزيز عبد الكريم، Malik Murdhi، محمد سعد، يونس عبدالله ‏           | الكويت           | DNS   |

مرجع:

## وصلات خارجية
منصور الجعيد على موقع أوليمبيديا (الإنجليزية)